# Arkéa–B&B Hotels
Arkéa–B&B Hotels (UCI kód: ARK) je francouzský cyklistický UCI WorldTeam se základnou v Rennes ve Francii.

## Historie
V roce 2014 získal tým první pozvánku na Tour de France ve své historii. V září toho samého roku oznámili, že se spojili s amatérským týmem Brest Iroise Cyclisme 2000 (BIC 2000) s cílem utvořit z něj doplňkový tým. Tým se znovu zúčastnil Tour de France v letech 2015 a 2016.
Od sezóny 2018 jezdí za tým vítěz vrchařské soutěže na Tour de France 2017 Warren Barguil a mezi lety 2020 a 2022 jezdil za tým vítěz závodů Giro d'Italia a Vuelta a España, Nairo Quintana. V roce 2020 tým také utvořil ženský tým Arkéa Pro Cycling Team.

## Soupiska týmu
K 1. lednu 2024
- Vincenzo Albanese (ITA) (* 12. listopadu 1996)
- Louis Barré (FRA) (* 6. dubna 2000)
- Jenthe Biermans (BEL) (* 30. října 1995)
- Amaury Capiot (BEL) (* 25. června 1993)
- Clément Champoussin (FRA) (* 29. května 1998)
- Ewen Costiou (FRA) (* 10. listopadu 2002)
- David Dekker (NED) (* 2. února 1998)
- Anthony Delaplace (FRA) (* 11. září 1989)
- Arnaud Démare (FRA) (* 26. srpna 1991)
- Raúl García Pierna (ESP) (* 23. února 2001)
- Élie Gesbert (FRA) (* 1. července 1995)
- Donavan Grondin (FRA) (* 26. září 2000)
- Thibault Guernalec (FRA) (* 31. července 1997)
- Simon Guglielmi (FRA) (* 1. července 1997)
- Laurens Huys (BEL) (* 24. září 1998)
- Mathis Le Berre (FRA) (* 16. dubna 2001)
- Kévin Ledanois (FRA) (* 13. července 1993)
- Matis Louvel (FRA) (* 19. července 1999)
- Daniel McLay (GBR) (* 3. ledna 1992)
- Luca Mozzato (ITA) (* 15. února 1998)
- Łukasz Owsian (POL) (* 24. února 1990)
- Michel Ries (LUX) (* 11. března 1998)
- Alan Riou (FRA) (* 2. dubna 1997)
- Cristián Rodríguez (ESP) (* 3. března 1995)
- Miles Scotson (AUS) (* 18. ledna 1994)
- Florian Sénéchal (FRA) (* 10. července 1993)
- Kévin Vauquelin (FRA) (* 26. dubna 2001)
- Clément Venturini (FRA) (* 16. října 1993)
- Alessandro Verre (ITA) (* 17. listopadu 2001)

## Vítězství na národních šampionátech
2009
 Francouzský silniční závod, Dimitri Champion
2019
 Francouzský silniční závod, Warren Barguil